# Art UK
Art UK est une organisation caritative culturelle et éducative basée au Royaume-Uni connue auparavant sous le nom de Public Catalogue Foundation. Depuis 2003, elle a numérisé plus de 220 000 peintures de plus de 40 000 artistes et étend actuellement sa collection numérique à la sculpture publique britannique.
Elle a été créée pour le projet, achevé entre 2003 et 2012, d’obtenir suffisamment de droits pour permettre au public de voir les images des quelque 210 000 peintures à l’huile appartenant au public au Royaume-Uni. À l'origine, les peintures étaient accessibles via une série de catalogues de livres abordables, principalement par comté. Plus tard, les mêmes images et informations ont été placées sur un site Web en partenariat avec la BBC, initialement appelé Your Paintings, hébergé sur le site Web de la BBC. Le changement de nom en 2016 a coïncidé avec le transfert du site Web vers un site autonome. Les œuvres de quelque 40 000 peintres répartis dans plus de 3 000 collections sont maintenant sur le site Web.
Les catalogues et le site Web permettent aux lecteurs de voir une illustration, généralement en couleur, ainsi qu'une brève description de chaque tableau des collections nationales du Royaume-Uni. Cette information présente des avantages éducatifs significatifs et constitue le fondement de la recherche future en histoire de l'art.
Les recettes provenant de la vente par catalogue des collections sont consacrées à la conservation et à la restauration des peintures à l'huile dont elles sont responsables. La couverture comprend les musées nationaux et locaux et les collections de conseils, les peintures dans les universités, les palais des évêques de l'Église anglicane, les hôpitaux, les propriétés appartenant au National Trust et certaines autres institutions privées telles que les collèges des universités d'Oxford et de Cambridge. Les collections d'organismes tels que le Conseil des arts d'Angleterre, English Heritage et la Collection d'art du gouvernement sont incluses. Cependant, la collection royale n'est pas incluse. Art UK reçoit un financement important du Heritage Lottery Fund et d'autres sources.
En novembre 2016, Apollo Magazine a décerné à Art UK le prix de « l'innovation numérique de l'année ». L'artiste Yinka Shonibare est la protectrice d'Art 2019 et a loué les efforts de l'association caritative. «La sculpture publique est le moyen le plus démocratique de partager l'art [...] car elle transcende la race, la classe sociale ou le statut économique».

## Publication de catalogues
Au Royaume-Uni, sur les 210 000 peintures à l'huile appartenant à l'État, environ 80% ne sont pas à la vue du public. Beaucoup sont détenus dans des entrepôts ou des bâtiments municipaux sans accès public habituel. En même temps, beaucoup de ces collections ont des notices de catalogage incomplètes; très peu de peintures ont été photographiées, et pratiquement aucune collection ne dispose d'un catalogue complet illustré de ses peintures à l'huile sous forme de livre ou en ligne. Depuis 2003, la Public Catalogue Foundation s’efforce de remédier à cette situation en proposant une série de catalogues de couleurs. Avant que ceux-ci ne soient terminés, il était clair qu'un site Web était le meilleur moyen de toucher un public plus large, un objectif clé du projet. Une approche combinée a donc été adoptée.
La série de livres sur les peintures à l'huile dans la propriété publique est publiée par la PCF principalement sur une base collection ou comté par comté. Chaque volume rassemble toutes les peintures à l'huile, à l'acrylique et à la détrempe des collections du musée d'un comté, ainsi que des peintures conservées dans des bâtiments municipaux tels que les hôtels de ville, les bibliothèques, les universités, les hôpitaux et les casernes de pompiers. Chaque catalogue de comté contient une photo en couleur et des informations de base sur chaque peinture. Toutes les peintures sont reproduites quelles que soient leur qualité ou leur état.
Le premier catalogue de la PCF a été publié en juin 2004 et la série est maintenant complète en 85 volumes (voir liste partielle ci-dessous).

## Collaboration avec la BBC
La Public Catalogue Foundation a collaboré avec la BBC pour mettre en ligne toutes les peintures à l'huile du gouvernement britannique. En janvier 2009, un partenariat avec la BBC avait été annoncé dans le but de mettre en ligne tout le catalogue de peintures à l'huile appartenant au secteur public d'ici à 2012. Le 4 octobre 2012, il a été annoncé que le projet avait photographié tous les tableaux qu'il souhaitait et tous. 210 000 seraient bientôt disponibles.
../.. traduction non terminée